# Tryonia
Tryonia es un género de molusco gasterópodo de la familia Hydrobiidae en el orden Mesogastropoda.

## Especies
Las especies de este género son:
- Tryonia adamantina Taylor, 1987
- Tryonia aequicostata (Pilsbry, 1889)
- Tryonia alamosae Taylor, 1987
- Tryonia angulata Hershler & Sada, 1987
- Tryonia brevissima (Pilsbry, 1890)
- Tryonia brunei Taylor, 1987
- Tryonia cheatumi (Pilsbry, 1935)
- Tryonia circumstriata (Leonard & Ho, 1960)
- Tryonia clathrata Stimpson, 1865
- Tryonia diaboli (Pilsbry & Ferriss, 1906)
- Tryonia elata Hershler & Sada, 1987
- Tryonia ericae Hershler & Sada, 1987
- Tryonia gilae Taylor, 1987
- Tryonia imitator (Pilsbry, 1899)
- Tryonia kosteri Taylor, 1987
- Tryonia margae Hershler, 1989
- Tryonia protea (Gould, 1855)
- Tryonia quitobaquitae Hershler, 1988
- Tryonia robusta Hershler, 1989
- Tryonia rowlandsi Hershler, 1989
- Tryonia salina Hershler, 1989
- Tryonia variegata Hershler & Sada, 1987